# 콜린 벤저민
콜린 벤저민(영어: Collin Benjamin, 1978년 8월 3일 ~ )은 나미비아의 전 축구 선수이자 현 축구 지도자로 현재 나미비아 축구 국가대표팀의 감독을 맡고 있으며 선수 생활의 대부분을 함부르거 SV에서 보냈다.

## 선수 시절

### 클럽
1978년 8월 3일 나미비아의 수도 빈트후크 출생으로 1996년 고향팀인 시빅스 빈트후크에서 프로에 전격 데뷔한 이후 게르마니아 슈넬센, 엘름쇼른 1920, 함부르거 SV, 1860 뮌헨 등에서 활동했다.
특히 2001년부터 10년간 함부르거 SV의 핵심 수비수로 활약하며 분데스리가 2002-03과 분데스리가 2007-08 4위, DFL-리가포칼 2003 우승, 2004년 UEFA 인터토토컵 준결승 진출, 분데스리가 2005-06 3위, UEFA 인터토토컵 2회 우승(2005 2007), UEFA 유로파리그 2회 연속 4강 진출(2008-09, 2009-10), 2008-09 시즌 DFB-포칼 4강 진출 등에 기여했고 2006-07년 UEFA 챔피언스리그에도 출전하며 나미비아 선수로는 최초로 UEFA 챔피언스리그 무대를 경험하기도 했다.

### 국가대표팀
1999년 나미비아 A대표팀 첫 합류 이후 2012년 국가대표팀 은퇴할 때까지 국제 A매치 통산 32경기 2골을 기록했고 2008년 아프리카 네이션스컵을 통해 국가대표팀 데뷔 9년만에 첫 메이저 대회 본선에 합류하여 기니와의 조별리그 최종전에서 1-1로 비기며 3전 전패는 면했으나 A조 최하위에 머무르며 아프리카 축구의 높은 벽을 실감했지만 국가대표팀 데뷔 시즌인 1999년 COSAFA컵에서는 팀의 준우승에 일조했다.

## 지도자 경력

### 나미비아 A대표팀
2018년 나미비아 A대표팀의 수석 코치로 본격적인 지도자 커리어를 시작한 이후 3년간 팀의 수석 코치를 역임하며 통산 3번째 아프리카 네이션스컵 본선 진출을 이끌었지만 본선에서 3전 전패·D조 최하위에 그치며 또 다시 조별리그 탈락의 고배를 마셨다.
이후 2022년 6월 14일 나미비아 A대표팀의 사령탑으로 전격 부임한 뒤 첫 국제 대회인 2022년 COSAFA컵에서 나미비아의 통산 3번째 준우승을 이끌며 감독으로서의 첫 국제 대회를 성공적으로 마무리했고 2번째 국제 대회인 2023년 아프리카 네이션스컵 예선 C조 2차전에서 강호 카메룬과 1-1로 비긴 후 이어 열린 3차전에서 2-1로 꺾는 쾌거를 이뤄냈다.
그 뒤 2023년 아프리카 네이션스컵 본선에서도 1승 1무 1패로 말리, 남아프리카 공화국에 이어 E조 3위에 오르며 나미비아의 사상 첫 메이저 대회 16강 진출이자 2018년 아프리카 네이션스 챔피언십 8강 이후 6년만의 CAF 주관 대회 토너먼트 진출이라는 새로운 역사를 이끌었다.

## 대회 성적

### 클럽 (선수)
함부르거 SV
- 독일 분데스리가 : 3위 (2005-06), 4위 (2002-03, 2007-08)
- DFB-포칼 : 4강 (2008-09)
- DFL-리가포칼 : 우승 (2003)
- UEFA 유로파리그 : 4강 (2008-09, 2009-10)
- UEFA 인터토토컵 : 우승 (2005, 2007), 준결승 (2004)

### 국가대표팀 (선수)
나미비아
- COSAFA컵 : 준우승 (1999)

### 국가대표팀 (지도자)
나미비아
- COSAFA컵 : 준우승 (2022)